# Ade Akinbiyi
Adeola Oluwatoyin Akinbiyi (ur. 10 października 1974) – piłkarz, który występował na pozycji napastnika.
Jeden raz zagrał w reprezentacji Nigerii. 13 listopada 1999 roku w rozegranym w Kilkis towarzyskim spotkaniu z Grecją, które zakończyło się porażką Nigerii 0-2.